# Півострів Хметевського
59°21′04″ пн. ш. 148°36′24″ сх. д. / 59.35111111° пн. ш. 148.6066667° сх. д.
Півострів Хметевського (рос. полуостров Хметевского) — півострів у північній частині Охотського моря. Відокремлює затоку Шельтінга від Тауйської губи. Територія Ольського району Магаданської області Російської Федерації. Названий на часть дослідника Камчатки та Охотського моря Василя Хметевського.